# ふたりエッチ
『ふたりエッチ』は、克・亜樹による日本の漫画作品。『ヤングアニマル』（白泉社）にて1997年から連載中。また、現在は『ヤングアニマル嵐』および『ヤングアニマルDensi』でも並行連載されている。2011年夏には、配信ドラマと映画化が行われた。単行本のカバーの色が、1巻から40巻までは黄色地で、41巻以降は白地である。2019年3月時点で累計発行部数は2700万部を突破しており、『ヤングアニマル』の歴史を代表する作品となっている。

## あらすじ
真（まこと）と優良（ゆら）のラブストーリー。お互いは性体験が全く無い童貞・処女であり、そのことを知らずにお見合い結婚する。お互い初心者同士である2人は「本当の夫婦」を目指してエッチのステップアップをしていく。

## 性描写について
このような題材にもかかわらず、性的な描画はトップレスや精液・愛液程度に留まっており、性器やアンダーヘアは一切描かれず（男性器はバナナなどに置き換えられて描写される場合もある）、「成人コミック」には指定されていない。OVA版も性行為や喘ぎ声はあるものの性器を見せないことで18禁アニメではなく一般作となっている。「これはただのHマンガではありません」の著者メッセージの通り、単純にセックスを描写するだけでなく、さまざまな価値観を持った登場人物を配することにより、男性・女性心理や恋愛・結婚観・セックス・男女間の性差に関するデータ・グラフ・テクニックなどの引用や著者の私見などを頻繁に交えて構成されている。主に主人公真の妄想による安易な性的シーンが頻見されるものの、また、エッチシーンが全く無い話もある。このような作風であることから、本作品は成人向け漫画には属さない一般青年漫画として扱われている。
本人の弁によると、漫画に各種データを盛り込む様に成ったのは偶然。担当に『ああっ女神さまっ』みたいなエッチな漫画を描いてくれと言われるも、エッチな漫画は売れて10万部だから嫌ですと初めは断っている。了承した後は、エッチな漫画というものは買い難いので「これは違うんだ」と言える言い訳を作ってあげようという考えからデータを盛り込んだ、との事。
神奈川県や長崎県などで有害図書に指定されているほか、18禁コーナーへ置くなどして販売を自主規制する書店もある。

## 書籍関連
白泉社発行のレディースコミック誌『シルキー』に連載され、妻の優良の視点から描かれた女性向けの「ふたりエッチ for Ladies ゆらさん日記」も発売されている。他にも、黄支亮による小説版、林あまりによる「歌集ふたりエッチ」が刊行されている。
連載当初から、小野田夫婦が性生活に関する悩みをいかに解決するかと言う基本的ストーリーを貫いており、内容自体はほとんど変わっていない。物語展開に比重が置かれた漫画ではないが、シリーズ類累計2300万部（2011年6月現在）を突破している人気作である。2008年夏に『プレイボーイ』誌が作者に行なったインタビューによると、「連載開始以来、雑誌アンケートの順位は常に1位か2位」となっていた。

### 日本国外での展開
大韓民国、台湾、香港、アメリカ合衆国、ブラジル、イギリス、ドイツ、スペイン、フランス、イタリア、デンマーク、ポーランドで出版されている。

### スピンオフ
ふたりエッチ連載20周年として、克・亜樹原案・監修、モンキー・チョップ作画による「ふたりエッチ」スピンオフ「ふたりエッチ外伝 性の伝道師アキラ」（ふたりえっちがいでん せいのでんどうしあきら）が同誌の2017年13号から2017年22号まで連載された。本編に似せた絵柄で描かれているが、モンキー・チョップ曰く「この物語は本編とは一切関係ありません。」とのこと。

## 登場人物
声優は、特に注記の無い限りOVA版（第1期・第2期）のもの。

### 主要登場人物
小野田真（おのだ まこと）
声 - 上田祐司（OVA1・2）/ 中村悠一 （OVA3） / 岩田光央（ラジオドラマ）
本作の主人公。25歳→31歳。結婚5年目。血液型A型。外資系化粧品メーカーに勤務するサラリーマン。優良とはお見合いで知り合った。
有能で出世街道を進んでいるが、恋愛面では結婚するまでは童貞だった。やや優柔不断で鈍感な反面、穏やかで心優しく親切であり女性にもモテる（自覚なし）。何かと言うとセックスについてのことばかり考え込んだり、色んな女性とのやり取りが基でエッチを妄想する癖があるが、愛妻家で多数の女性からの誘惑にも打ち勝っている。
短小、早漏、仮性包茎が悩み。早漏とはいえ回復は相当早く、かつては優良と4時間で連続7回セックスした。
ホラー映画が苦手。高校時代は剣道部所属（県大会初戦敗北）。阪神タイガースのファン。酒には相当弱い。オナニーが大好きであり、結婚後も優良の目を盗んでは寺脇詩織のAVで行っている。
優良の事は「さん」付けで呼んでいる。仲良く優良と一緒に出掛けたり新しい事を始めたりといつも夫婦で事を成している。
クルマはホンダ・アコード（4代目セダン）だったが、第54巻で日産・フーガ (2代目ハイブリッド)に乗り換えた。
小野田優良（おのだ ゆら）
声 - 川上とも子（OVA1・2）/ 恒松あゆみ （OVA3）/ 黒田由美（ラジオドラマ）
本作のメインヒロイン。旧姓は「河田」。25歳→31歳。結婚5年目。N県田舎町出身の6月28日生まれ。3サイズB93-W58-H89。のGカップ（上げ底ブラでのサイズ）の美巨乳で推定アンダーサイズ73cm。アンダーバストから腰のクビレまで数値が凄い。血液型A型。女性としても妻としても誰もが振り向く理想的な美人（自覚は無いらしい）。声質は母親に似ているらしい。
高校時代は担任教師に憧れていたが、彼と同級生とのセックスを目撃し断念している。女子校育ちで奥手だったため結婚するまで処女で、セックスについてもよく知らず、優良自身もコンプレックスを抱いていた。真をまじめで優しそうと考え結婚（結婚の決め手は真の笑顔と優良さん日記に描かれている）。結婚前から新婚当初は旅行会社に勤務し、後に専業主婦。ファミレスで短期間勤務をしたが、すぐに辞めた。
1巻から少し理屈っぽい所が描かれ、自分だけを見てて欲しい嫉妬深い一面もあり、二次性ナルシシズムが真にエッチがもっとうまくなってほしい、もっとエッチで感じたいという形で表れている。優しく頭も良くて愛嬌があり世渡り上手で、顔とスタイルが大いにこれを手伝っている。
フィットネススクールに通っている。スカウトされた事もあるが、断っている。
甘い物（苺やケーキ等）とホラー映画（スプラッタ系）が好き。買い物時間はかなり長く、入浴時間も長め。幼少期からずっと黒髪のロングで高校時代、テニス部に所属（県大会2位）していたため、テニス、卓球が上手い。真の前に3人お見合いしている。城滝要は最初のお見合い相手である。
セックスに徐々に積極的（事後は眠くなる）。酒を飲むとかなり大胆になる性質。泥酔すると、真の事を「真にゃん」と呼んだり、歌を歌ったりする。真の事は「さん」付けで呼んでおり、基本敬語で話す。真の頼みには滅法弱い。
24時間以内に真と10回セックスしたことがある。料理は苦手だったが練習でできるようになった。真と居る事が一番の幸せ。真とのアナルセックスを「妊娠しません」と断っている。
プロしか知らないエッチテクニックを身につけたことから、真と明に「人妻風俗をやっているのではないか」と疑われた事がある。実際は真の後輩で風俗嬢の泉からテクニックを教わっていた。
31歳で結婚6年目にして妊娠、後に娘のまあやを出産した。妊活を始めてから1年以上妊娠しなかったため、不妊症の定義に該当する。夫婦どちらに原因があった（または両方に原因があった）のかは作中では明言されなかった。

### 小野田一族
小野田守（おのだ まもる）
明・真・淳の父親。51歳→57歳。会社役員。眼鏡をかけた中年男。エッチなだけで中々孫を作らない息子たちや、外泊を繰り返す娘に手を焼く。常識的な人物。妻より年下で、意見は妻に笑い飛ばされる。
小野田明子（おのだ あきこ）
明・真・淳の母親。53歳→59歳。専業主婦。したたかな人物で、孫を欲しがっている。エッチなことには自由奔放で、娘の不倫も承諾していた。本人曰く「若いころは遊んでいた」らしい。
小野田明（おのだ あきら）
真の兄。弁護士。28歳→34歳。血液型A型。眼鏡をかけている。エッチな事へのこだわりが強く、自称「性の伝道師」。真に性技の事について教えを説くことがしばしばあるが、その際に声が大きくなりがち。風俗通いが趣味であるが、最近はそれが祟って遅漏気味。お節介だが、弟思い。
スピンオフ作品「ふたりエッチ外伝 性の伝道師アキラ」では、主人公。
小野田早苗（おのだ さなえ）
明の妻。26歳→32歳。義姉妹（優良・淳）の相談相手を務めている。夫の風俗好きを把握しているが、厳しく追及することはない（無関心というわけではない）。
自分の胸のサイズが小さいことがコンプレックス。昔は子供が欲しかったが、今はDINKsに慣れた。
小野田淳（おのだ じゅん）
声 - 横手久美子
明・真の妹。女子高生→短大生→不動産会社勤務。17歳→23歳。普段は優良と買い物をすることもある。
同級生の井上に処女を捧げるも、真実の愛とは何かについて悩み別れる。高校卒業後は様々な男と関係を結ぶが、出会い系サイトをきっかけに井上と再会し、よりを戻す。その男たちの1人と、一度は井上から乗り換えて浮気しようとしたこともあるが、かろうじて回避した。一時彼と同棲するが、父にまだ結婚を認められず、自宅から彼のアパートに通った。一度は妊娠し、流産。就職後は実家から勤務のため、井上との同棲を解消したが、後に井上と結婚した。
B81cmのAカップ。
松崎杏子（まつざき きょうこ）
声 - 冬馬由美
産婦人科医。
真の従姉。旧姓「大宮」。30歳→36歳。子供が出来ないことを心配した小野田明子によって呼び出される。男性陣に対し不屈なことがあると暴行を加える。専門外の医学にも詳しいようで、優良の良き相談相手になっている。煙草好きだったが、光一郎との付き合いがきっかけで禁煙した。男勝りで嫌味な性格と高学歴が災いして、30歳（初登場時）で処女だったことをコンプレックスとしていたが、松崎と結ばれる。その後、男児（太陽）を出産する。

### 河田一族
河田秀樹（かわだ ひでき）
声 - 水越健 （OVA3）
優良・梨香の父親。カメラマン。48歳→54歳。ペット好きで、犬を沢山飼っている。阪神タイガースのファン。実は、千春とはできちゃった結婚であり、現在でもラブラブでスキンシップもしている。
河田千春（かわだ ちはる）
声 - 安國愛菜 （OVA3）
優良・梨香の母親。46歳→52歳。眼鏡をかけている。若々しく美人で、優しい性格。孫を欲しがっている。一度、離婚しかけた（原因は夫の浮気）。バストは長女と同じくらい。ギックリ腰が持病。
河田梨香（かわだ りか）
声 - 高野直子（OVA1・2）/ 斎藤千和 （OVA3）/ 草地章江（ラジオドラマ）
優良の妹。20歳→26歳。血液型O型。初登場時は大学生。大学卒業後、真と同じ会社に就職し、庶務課に配属される。大学時代はキャバクラで働いていた。
姉とは対照的に自由奔放で、性経験豊富（ロストバージンは15歳）。男を30人は知っていると自称。性に関しては奔放で、真さえ平気で誘惑する。本命の山田の他、セックスフレンドが3人いながら、彼が浮気すると喧嘩になる。そのセックスフレンドたちについては、山田に詰め寄られたのを機にあっさり縁を切るが、その後もセックスフレンドは作り続けている。就職後も、社内の男たちと次々に肉体関係を作っている。山田とは異性関係にだらしない同士で、お似合いのカップルだった。進路が分かれたのを機に溝ができ、偶然知り合った香取慎一と関係を持った後にあっさり結婚したが、結婚後の生活がうまくいかず、5ヶ月後に一方的に離婚した。その後、山田の猛アプローチにより、再婚することになった。
勘が鋭く、処女・童貞の見分けや、真へ好意を抱く女性を見抜く。奈央とみゆきが本気で真に好意を抱いていることを知っている数少ない女性。
B82cmのBカップ。
河田さくら（かわだ さくら）
秀樹の母親。81歳→84歳。夫は既に他界（相当な浮気者で、最期も別の女性と腹上死した）。真の優良に対する愛情を疑うが、真の献身的な態度で、真を見直した。
メアリ
河田家で飼っている雌犬。子犬を3匹出産する。

### 真の同僚
杉山 真紀絵（すぎやま まきえ）
声 - 高田由美（OVA1・2）/ 矢尾幸子 （OVA3）
23歳→27歳。血液型AB型。眼鏡をかけている。既婚男性しか興味ない。いつも真に迫るも、毎回拒絶されている。その影響か、最近では後輩をいびっている。かつて優良に意地悪をして困らせた。1度とんでもない修羅場を引き起こしている。他にも不倫で家庭崩壊をさせた。社内では長尾・利根川とで「花の独身トリオ」と呼ばれ、3人でいることも多い。初期の作中では、様々な人物・小説の格言を語っている。3サイズB82-W61-H85。
岡浜 学（おかはま まなぶ）
声 - 鈴村健一（OVA1・2）/ 白川周作 （OVA3）
28歳。前髪が長く、出っ歯の男性。独身。
優良と真を羨ましがり、真をよくからかう。仕事は真ほどできず、上司からの覚えもよくない。面食いで、趣味はキャバクラ通い。彼の社内での女性に対する言動はまさにセクハラなため、女性社員からは敬遠されている。オナニーが好き。後に弥生と同棲することになり、男と分かっていながらも気がある模様。
稲垣 与作（いながき よさく）
声 - 川田紳司（OVA1・2）/ 勝杏里 （OVA3）
29歳。営業一課。髪を真ん中で分けている男性。独身。ほうれい線のため老け顔に見えるが真と同い年。
岡浜同様、真をからかう。趣味はソープランド通い。実家暮らしで、親と同居中。酔った勢いで何人ともエッチをして、聞き上手と称される。まりもと鈴鹿に恋をしていたが、自分の気持ちに気づき、鈴鹿と付き合うようになった。何人もの女性社員とエッチをしたため、くるみから左遷を言い渡されるが、同じくエッチをした結果、そのまま残ることになった。
鈴鹿以外の女性とラブホから出てくるところを鈴鹿に見られ、絶縁状態に。その後何度か復縁の機会はあったものの、そのたびに浮気に走ったり性的なトラブルに遭遇したりと、最低男路線をひた走っている。
その後、花森の教育係になる（ただし花森からも影の薄い存在としか認識されていない）。さらに後花森が風俗嬢をしていることを知ってしまい、秘密を共有するという形で花森の常連客となっている。その後、ヘルス嬢と客という立場を越えて惹かれあうようになり、性行為に至るが、告白などはなされないままになっている。
長尾 舞（ながお まい）
声 - 小林元子 （OVA3）
24歳→28歳。2年間付き合った男性と別れたということで、常にいい男性を探しながらも、男性社員を馬鹿にしているが、岡浜、松崎、稲垣とエッチしたことがある。そして現在は本部長である神童貞光（53）と交際している。3サイズB83-W63-H88。
利根川 育代（とねがわ いくよ）
声 - 杉本ゆう
24歳→28歳。舞と同じく彼氏募集中。彼女も松崎や稲垣とエッチしたことがある。3サイズB84-W65-H84。
清水（しみず）
もうすぐ定年の課長。真紀絵と不倫していたが、年のためか勃たない。
松崎 光一郎（まつざき こういちろう）
真の後輩。
23歳→24 - 25歳。甘いマスクを武器に、いろんな女性に手を出す。40人ほどの女性と経験があるが、性技は下手。初めは頼りない真をなめていたが、彼が優良と結婚していることを知ると尊敬する。その後、杏子と結婚、息子を授かる。恐妻家であり、Mの様子。広島県出身。
菊池 みゆき（きくち みゆき）
声 - 浅川悠（OVA1・2）/ 野水伊織 （OVA3）
真の後輩。
22歳→25歳。血液型B型。視力が弱く、普段はコンタクトレンズを着用。高校時代、真に家庭教師をしてもらっていた。その後偶然、真のいる会社に就職、秘書課に配属される。IQが高く、英語も堪能で、真のニューヨークへの出張の際に同行し通訳を務める。
高校時代から真のことが好き。内気な性格。ラブレターで真に想いを伝えたことがあるが、内容が難しすぎたため気持ちは伝わらなかった。大学時代にスキムボードをしていた。猫が好きで猫カフェに通うこともあるが、周囲に「さびしい女」と思われたくないために隠していた。
処女で、周りからは男嫌いと思われている。結婚願望はないが、子供は欲しい。美咲と仲がいい。3サイズB88-W60-H89。
結婚するため城滝とお見合いしたが、真への恋心を忘れられなかったためうまくいかなかった。その後、高也の家庭教師をするようになる。
会社の中でも、真が心を許している特別な相手でもある。
宮 亜理沙（みや ありさ）
真の後輩。
21歳→26歳。経理課勤務。男嫌いで、同期のみゆきが大好きなレズビアン。3サイズB85-W62-H85。酔った勢いで稲垣とエッチをしている（本人曰く、男相手は初めて）。
真中 美咲（まなか みさき）
受付嬢。
初登場時22歳。派遣社員。母譲りの巨乳。岡浜たちからセクハラされ、杉山からいびられる。優しくフォローしてくれた真に長期間にわたって惚れている。その後、彼氏（室井義行）が出来、処女を卒業するが、未だに真に未練がある。泣き虫の性格。妹は琴音。3サイズB103（Iカップ）推定アンダーサイズ73-W59-H88。
香取（かとり）
声 - 原田晃（OVA3）
真の上司で、部長。
53歳→57歳。眼鏡をかけている。2年前に妻から一方的に離婚を切り出され、熟年離婚したため独身。くるみに惚れて交際を申し込み、最初はあっさりふられたが、後に交際するようになった。風俗店が好きで、よく真を連れて行く。そのため、優良からは会社の中で一番危険だと思われている。ブラ男でMっ気もある。
牧 くるみ（まき くるみ）
声 - ひうらまさこ （OVA3）
真の所属する課の新しい課長。
35歳→36歳で独身。眼鏡をかけている。もともと25歳ごろに男性との交際経験があったが別れる。以来、実力で出世することを目標に、仕事に徹するキャリアウーマン。しかしその後はやや丸くなり、香取と交際する。
厳格で女子社員から嫌われていたが、岡浜や稲垣とエッチした。酔うとからみ上戸になる。最近は真を頼りにし、よく仕事や出張を頼んでいる。3サイズB89-W64-H91。
高橋 鈴鹿（たかはし すずか）
声 - あいざわゆりか （OVA3）
受付嬢。
22歳→24歳。美咲と同じ派遣会社から派遣された。モデルのようなスレンダー体型。本人は貧乳がコンプレックス。男女問わずのスキンシップが癖。美人で、男子社員の人気も高い。間違えて稲垣に渡した名刺が原因でエッチをして好きになった。その後、二股を告げられたが、別れずに交際する。しかし稲垣の浮気がきっかけで絶縁状態に。さらに後、結婚相談所にてパートナーを見つけ、寿退社する。サイズB74-W57-H82。
アボット 恵美里（アボット えみり）
22歳。鈴鹿の後任として受付嬢となった女性。父がイギリス人、母が日本人のハーフ。来日して半年だが、日本語はそれなりに堪能。身長は美咲よりやや高い程度だが、美咲と同等の巨乳の持ち主。
実は重度のオタクで、秋葉原を聖地と呼び、声優イベントや執事喫茶に興奮するなど、腐女子的な感性ももっている。自身の趣味を嫌わなかった美咲とは仲良しになった。
小松 奈央（こまつ なお）
声 - 松嵜麗 （OVA3）
真の所属する課に配属された新人社員。
22歳→24歳。血液型B型。現在の会社には中途入社。真の初恋の相手に似ている。真と2人きりで北海道に泊りがけで出張した際、一線を越えそうになったが、真が妻帯者と知り拒絶する（その気はある模様）。話し言葉は関西弁。3サイズB85-W64-H85。
みゆきが本気で真に好意を抱いていることを知っている数少ない女性。
石黒 まりも（いしぐろ まりも）
奈央と同期の22歳→23歳。3サイズB87-W60-H84。酔った勢いでエッチをした稲垣を好きになっていたが、稲垣から二股を告げられ別れる。それでも未練があったらしく、自分から稲垣に迫って性交に至ったことがある。
谷（たに）、広末（ひろすえ）
真の後輩の男性会社員。真をいい上司として尊敬している。
旭川 鈴（あさひかわ りん）
初登場時22歳。梨香と同じ庶務課。性行為について、梨香とは正反対の性格。純真無垢で正直過ぎるため、騙されやすい。梨香によく鼻をつかまれる。一回ナンパしてきた男に騙されて危ない目に遭いかけたため、梨香に個人行動を禁止される。その後、ナンパしてきた豪と交際を始め、処女を捧げる。悪気のないドジッ娘。よく豪に災難を振りかけては、その度に豪に叩かれている（本人は愛情の裏返しだと思い込んでいる）。3サイズB82-W63-H83。
竹之内（たけのうち）
24歳。T大出身で資産家の息子。梨香の本性を知らず梨香とデートするものの、元カレの山田を見て、梨香とセックスした直後に別れる。
伏見 康人（ふしみ やすと）
22歳→23歳。宣伝部。眼鏡をかけている。自称頭脳派の腐童貞。女子社員からは性格がキモいと嫌われている。有給を全て使ってまで真の会社の社員のデータを全て調べた。優良に見惚れたが、真の妻と知るとショックを受けた（本人曰く、データに不備があった）。
「処女と童貞が結婚すべき」を信条とし、みゆきに惚れるもふられているのに、ストーカーまがいの盗聴まで行って素行調査し、しつこく付きまとっている。みゆきのことを「みゆりん」と呼んでいる。みゆきからはほぼ嫌われている。
剛田 桜子（ごうだ さくらこ）
24歳→25歳。営業一課から転属してきた。真と同じ営業社員。色黒肌で、左目の下にホクロがある。男勝りの仕事人間で、営業一課での成績はトップだった。仕事ができる真をライバル視している。
頑固な性格のせいで女性社員とはうまくいってなかったが、飲み会をきっかけに少し性格が柔軟になった。
三井 龍馬（みつい りょうま）
22歳の新入社員。草食系。風俗をやめて本当の愛を求めている。
山岸 慎太郎（やまぎし しんたろう）
22歳の新入社員。風俗へ行くまでは女性の手を触ったことすらなかった草食系。本当の愛を求めている。
花森 泉（はなもり いずみ）
二課に配属されたの新入社員。22歳→23歳。男性社員からは清楚だと思われている。恋愛には興味なくお金にしか興味がない。
夜はヘルスでナンバーワンの「エル」として大学時代からバイトしている。教育担当の稲垣に自分がヘルス嬢だとバレてしまい、秘密を共有することになる。会社内で自分がヘルス嬢であることを知る人物は、稲垣と梨香（大学時代に水商売関連の集まりで見かけたため、すぐに見抜いた）の2人のみだったが、慰安旅行のとき真にも知られてしまう。尚、優良は梨香から彼女の事を聞かされているため、真よりも先に素性を知っていて、しばしば真との性生活の相談をすることがある。
稲垣に会わないようにするため「ゆいな」としてデリヘルに切り替えたこともあったが、移動が面倒なのでハコヘル（店舗型ヘルス）へ戻る。
稲垣のことが気になり始め、ついにはセックスしてしまうが、肝心な告白はしていない。
野間 広臣（のま ひろおみ）
補充要因として第一営業部からきた。イケメンで女性にモテる。副業でホストをやっており、ナンバーワンホストを目指している。ホスト名は「ヒロキ」。
江川 サエ（えがわ サエ）
経理課配属の新入社員。22歳。自分はブスだからまともな恋愛などできるはずがない、という後ろ向きな思考の持ち主で、ホストクラブで豪遊しては気に入ったホストに貢いで性行為をしてもらうという生活をしている。野間もその一人だったが、その「イミテーションの恋愛」も破局に終わり、「ちゃんとした恋愛をしてみたい」と考えるようになる。
神童 貞光（しんどう さだみつ）
本部長を務める男性。53歳。実は女性との交際経験も無く、この年まで童貞だった。長尾舞と交際を始めるが、自身の年齢からくる問題（体力不足、彼女の親より年上など）に煩悶している。

### 真と優良が最初に住んでいたマンションの住人

#### 矢吹家
矢吹 美香（やぶき みか）
声 - 山田美穂
隣の部屋に引っ越してきた主婦。
28歳→30歳。共働き。夫がセックスしてくれないので、欲求不満気味であったが、その後解消。めでたく妊娠し、別のマンションへ引っ越した。そして男児（翔也）を出産。3サイズB84-W58-H86。
矢吹 武（やぶき たけし）
声 - 麻生智久
美香の夫。
36歳→38歳。眼鏡をかけている。セックスしたがらないのは、実はインポだったため。バイアグラで治療し、妻と性生活を楽しむ。

### 真と優良が住むマンションの住人

#### 管理人
三崎 仁（みさき じん）
真と優良が引っ越してきた時のマンションの管理人。
62歳→63歳。水原清美曰く「威張ってるけど家じゃ家族に相手にされてない」。娘の小春に管理人を引き継ぎ引退。
一時期、水原清美と不倫関係にあり、娘の小春にバレてしまう。
三崎 小春（みさき こはる）
仁の娘。管理人の後任。
25歳。男性に触られると感じやすい体質。女性に触られても男性ほどではないが感じる。女子校育ちで処女だったが、強と初体験した。

#### 椎名家
椎名 庄子（しいな しょうこ）
声 - 成田紗矢香 （OVA3）
官能小説家。ペンネームは「ますらおヘブン」。
24歳→27歳。血液型AB型。小説家になる前には会社員で、その時に書いた小説でデビューした。小柄で年相応には見えない幼児体形のため、彼女のエッチシーンでは注意書きが書かれる。
椎名 健（しいな けん）
声 - 竜門睦月 （OVA3）
庄子の夫。
24歳→26歳。眼鏡をかけている。大柄で強面な反面、家事全般をこなす心優しい主夫。結婚する前は庄子の同僚だった。

#### 水原家
水原 清美（みずはら きよみ）
2人の娘を持つ主婦。
28歳→30歳。血液型B型。噂話が好きで、他の夫婦の性生活を羨ましがり、嫉妬心も強い。優良には愚痴を聞いてもらうことが多い一方、子育ての大変さを教えている。
一時期、元管理人の三崎仁と不倫関係にあった。
水原 正利（みずはら まさとし）
清美の夫。
33歳→35（?）歳。広告代理店勤務。当初は仕事に追われ、家事も育児も手伝わず、エッチも強引に済ませることが多かった。周囲の状況変化により、妻とセックスを楽しむ。
水原 樹里（みずはら じゅり）
水原家の長女。初登場時は5歳の幼稚園児。母に似ておませさん。
水原 杏樹（みずはら あんじゅ）
水原家の次女。4歳→8歳。母に似ておませさん。クラスの男子に無理やりファーストキスを奪われた。

#### 緒方（里見）家
緒方 也実（おがた なるみ）
声 - 木村亜希子 （OVA3）
愛人生活を送る女性。
26歳→29歳。血液型O型。普段はぼーっとしており、不可解な言動をとることも多い。「○○って思うよぉ」が口癖。
4年前（24歳の時）キャバクラで働いていた時に里見と知り合い、その1年後、結婚を言わない約束で、住んでいるマンションを里見に買ってもらった。
28歳のとき、結婚に憧れていた。
里見 英作（さとみ えいさく）
声 - 寸石和広 （OVA3）
也実を囲っている男性で会社社長。初登場時45歳。家を空けることが多い。也実のところには月3回通っており、也実に生活費を毎月渡している。

#### 堤家
堤 久夫（つつみ ひさお）
声 - 上田燿司 （OVA3）
妻と別れ、娘のるいと暮らすサラリーマン。眼鏡をかけている。
45歳→46歳。極度の心配性。果穂に惚れ、るいの賛成を得て再婚。
堤 果穂（つつみ かほ）
旧姓「一条」。夫と別れ、一人で引っ越してきた清楚で上品なピアノ教師。離婚原因は自分の淫乱が原因の浮気。
28歳→30歳。病弱で、何故か男性のいる方へ倒れてくることが多い。当初は真を誘惑していたが、後に久夫と再婚し妊娠。男の子を出産した。

#### 渡辺家
渡辺 恵介（わたなべ けいすけ）
女子高校教師。
初登場時24歳。眼鏡をかけている。初登場時は童貞で、同居している両親から結婚を促されていた。優良に一目惚れするが、彼女が人妻と知って落胆する。結局ソープランドで童貞を卒業。その後、担当生徒の1人（堤るい）と恋愛関係となり、先生と生徒の壁を乗り越え、めでたく結婚した。
渡辺 るい（わたなべ るい）
声 - 原嶋あかり （OVA3）
堤久夫の1人娘
16歳→19歳。旧姓「堤」。父に接してくる果穂を嫌っていたが、再会した母親の父に対する冷たい発言に失望し、果穂を母と認める。家事全般は得意。クラス担任の渡辺に憧れ、その思いが通じ結婚に至る。その後、結婚を隠すため、別の高校へ転校、高校卒業後は専業主婦となる。自分のために子供が出来るまでパートをしていたが、その後妊娠し、女の子を出産した。
渡辺 ひな（わたなべ ひな）
渡辺家の長女

#### 南家
南 さち子（みなみ さちこ）
「ゆらさん日記」からの登場人物。息子と2人暮らしのシングルマザー。
初登場時36歳。11歳の一人息子を気にかけているが、自身が一人っ子だった為に年頃の男の子の接し方に考えあぐねている。本誌登場時41歳。相も変わらず思春期真っ只中の一人息子を気にかけている。
南 和彦（みなみ かずひこ）
「ゆらさん日記」からの登場人物。さち子の一人息子。
初登場時11歳。無口で礼儀正しい。本誌登場時16歳。高校一年生。人妻好きで取り分け優良に好意を抱いており、日夜妄想にふけっている。

#### 久保田家
久保田 桃（くぼた もも）
声 - 松来未祐 （OVA3）
真と優良の住むマンションに引っ越してきた、新婚のイチャイチャ夫婦の妻。
初登場時18歳。人目を気にせずに、夫といつもイチャイチャしている。「あっくんとモモのラブラブ日記」というブログを書いている。また、Twitterも使用している。3サイズB81-W60-H83。
久保田 厚志（くぼた あつし）
声 - 水野貴雄 （OVA3）
桃の夫。
初登場時24歳。大手IT企業勤務。桃とはネットナンパで知り合う。桃と同じく人目を気にせずにいつもイチャイチャしている。

#### 萩本家
萩本 貞夫（はぎもと さだお）
3号棟の住人。初登場時45歳。かなりのS。小野田家に興味をもっており、スワッピングを持ちかけたこともある。
萩本 睦美（はぎもと むつみ）
貞夫の妻。初登場時23歳。M。3サイズB81-W57-H86。

#### 森山家
森山 江名（もりやま えな）
真と優良の部屋の隣に引っ越してきた姉弟の姉。
27歳。ネットビジネス会社の経営をしている。相葉孝則と婚約中。弟と同居しており、過保護である。
森山 強（もりやま つよし）
江名の弟。
23歳。ニートだったが、小春を好きになってからはマンションの掃除夫。忙しい姉に代わって家事をやっている。超シスコン。性的刺激を感じやすい体質で、克服しようと小春と特訓しているうちに親しくなり初体験した。真を上回る超早漏。
相葉 孝則（あいば たかのり）
江名の婚約者。眼鏡をかけている。エリート証券マンで海外に赴任していたが、帰国してきた。強からは恨まれている。

#### 花澤家
花澤 るいな（はなざわ るいな）
グラビアアイドル。
22歳。真と優良の住むマンションに引っ越してきた。すべての男に好かれたがっており、色気を振りまいて頼み事をする。パトロンが3人いる。
花澤 英子（はなざわ えいこ）
るいなの妹で女子高生。真面目な性格。姫川女子高校に通っており、恵介にひと目惚れした。恵介が既婚者で妻子持ちであることを知りながら、恵介に告白しSEXを要求したが断られる。
大学生になってからは「大人の女性になるためのサークル」を結成、魅力的な女性になるための勉強を重ねる。

#### 関町家
関町 次郎（せきまち じろう）
年齢不詳のフリーAV監督。単行本76巻にて真らのマンションに引っ越してくる。人妻ものAVを主として作成しており、「人妻3Pシリーズ」は真のお気に入り。いつも新たなAV女優を探しており、優良をスカウトすることを目論んでいる。それを除けばいたって常識人。
高川 良美（たかがわ よしみ）
引退した元AV女優。36歳。当時の芸名は西園寺まゆり。美貌と艶やかさを兼ね備えた女性で、良美が出演しているAVは真の宝物。入籍はしていないものの関町と同居しており（事実婚）、その絆は深い。

### 真と優良の友人
舞阪 理子&高井 博美
声 - 高木礼子（理子）、瀧本富士子（博美）
2人とも優良の友人。
山口 恵（やまぐち めぐみ）
優良の大学時代の友人。既婚者。旧姓「浅沼」。初登場時26歳。旦那は結婚記念日さえ知らない。
大村 かなこ（おおむら かなこ）
優良の大学の友人。未婚。初登場時24歳。最近彼氏と別れた。
小早川 亜美（こばやかわ あみ）
優良のフィットネスクラブでの友人。21歳→26歳の主婦。共働きの旦那に内緒で浮気している。家事は夫に任せっきり。
堂本 春崋（どうもと はるか）
優良のエアロビの友人。初登場時28歳。結婚記念日の旅行の際、娘の亜由を小野田夫婦に預ける。
堂本 亜由（どうもと あゆ）
春崋の娘。生後8ヶ月の赤ちゃん。小野田夫婦に2日間預けられる。この時から、優良は子作りを目指す。
寺脇 詩織（てらわき しおり）
真の高校時代の同級生。初登場時26歳。真に初恋しており、果敢にアピールしていたにもかかわらず、真の鈍さの前に敗れた。同窓会での再会の後のデートでは、真とキスまでした。高校時代は風紀委員だったが、現在では東京で芸能関係と言いながら、AV女優となっている。
大助（だいすけ）
優良と同い年の男の子で、優良が9歳のときに優良に告白するものの、振られる。
喜久子（きくこ）
真の初恋の女の子。結局告白できないまま、真が小学5年の時に引っ越した。
金沢 ユキ（かなざわ ユキ）
真の大学時代の友人。28歳→30歳。広告代理店に勤務している。真に告白されたことがあるが、真の妄想癖が嫌で振ったらしい。真と優良が羨ましいのか、2人に修羅場を引き起こしかけるような会話をしたり、みゆきに真との過去について嘘を言ったりと、ちょっと意地悪。本人はそれを困った癖として自覚している。
真の妻の優良よりも、大学時代の自分の想いを閉じ込めさせたみゆきに敵対心を抱いている。
妙子（たえこ）
優良の知り合い。三島との結構式で優良にスピーチをお願いする。
田所 四郎（たどころ しろう）
真の大学時代の友人。28歳。真の結婚式に参加していた。

### 梨香の関係者
山田 拓（やまだ たく）
声 - 山口勝平 （OVA2） /白川周作 （OVA3）/岩永哲哉（ラジオドラマ）
梨香の彼氏。
21歳→26歳。常にエッチなことばかり考えており、作中では「最低男」や梨香に「甲斐性なし」と呼ばれる。かなりの浮気性で、セックスフレンドが何人かいる（家庭教師のアルバイトをしていて、教え子の少女に手を出すことも）。梨香を一番大切に思っている。3人の姉がいるが、家族内では真面目なので童貞と思われている。勉強はできるが、大学を留年し、梨香と距離ができた模様。現在は銀行マンとなり、梨香との関係を元通りにしようとしている。
伊藤 茜（いとう あかね）
梨香の大学の友人。初登場時20歳。男性不信。山田を自己中心的な人間と見ている。
稲垣 譲（いながき ゆずる）
初登場時19歳。眼鏡をかけている。梨香の大学の後輩であり、セックスフレンド。
上記の同名の会社員である稲垣与作とは無関係。
秀治（しゅうじ）
梨香が山田と付き合う前の彼氏。梨香とヨリを戻そうとしたが、振られる。
竹下 雄二（たけした ゆうじ）
初登場時20歳。大学生で梨香と同じ店でバイトしていた。自分に卑屈になっていたが、梨香と初エッチして、いい恋をしようと決意する。
神楽坂 弥生（かぐらざか やよい）
梨香の友人。21歳→22歳。とても美人なニューハーフであり、ニューハーフバーで働いている。岡浜を気に入り、彼と同棲する。
岡浜をビーバーと呼んでいる(出っ歯だから)。
鈴宮（すずみや）
28歳。梨香のSEXフレンド。眼鏡をかけている。梨香からは良かったのは体の相性だけとされ、別れることになる。
香取 慎一（かとり しんいち）
優良の元妹婿で梨香の元夫。
28歳。青年実業家であり、香取部長の息子かつIT企業の若社長でもある。仕事の関係で梨香と知り合い結婚する。SEXの手抜きは一切なく、家事もこなして優しい、非の打ちどころのない完璧な人間。結婚して5ヶ月後に梨香から離婚届をつきつけられ離婚。離婚後梨香と再会し、よりを戻そうと梨香に本音を伝えるが、梨香は自分を必要としていないと知り、もう会わないと別れ涙を流す。

### 明の関係者
みゆ
明が通うキャバクラのキャバ嬢。22歳。真に指マンのテクを教えた。
まりん
明が通うキャバクラのキャバ嬢。24歳。真に指マンのテクを教えた。
キヨコ
「性の伝道師アキラ」のみに登場。明のSEXフレンド。度々明により入院させられるも後に恋人関係になったが、明の浮気性がひどく、多数の浮気相手と袋叩きにした。
タカシ
「性の伝道師アキラ」のみに登場。明の友人。明から借りたAVで自慰をするものの、編集されていた（守・明子・淳が制作協力していたらしい）。
マサル
「性の伝道師アキラ」のみに登場。明の友人。20歳。包茎手術を受けるつもりだったが豊胸手術と聞き間違えられ、巨乳にされた。彼女がいながら実はゲイの一面がある。

### 淳の関係者
井上 洋助（いのうえ ようすけ）
淳の彼氏で、高校生時代の同級生で、後に大学生になる。17歳→20歳。
淳の初めての相手。一度振られたが、気を紛らわすために出会い系サイトを始め、偶然淳と再会、後に淳と結婚した。
吉本 幸子（よしもと ゆきこ）
淳の高校の親友。初登場時17歳。ラブホテルの常連でホテルのマッチを100個集めた。
ゆり
淳の高校の同級生。初登場時17歳。男友達が多く、いつもはチヤホヤしてくれるオジサンと交際している。
加奈（かな）
淳の高校の同級生。初登場時17歳。自称アーティスト系。売れないミュージシャンが彼氏。
三宅 俊矢（みやけ としや）
淳の3人目の交際相手。25歳→26歳。ホスト系の仕事をしている。初めは淳をセックスフレンドにしようとしたが、後に本気で惚れた。別の女性といるところを淳に見られ、別れを告げられる。淳を諦め切れずに策を弄して、井上と淳の仲を悪くさせようとするも、失敗した。
藤島 透（ふじしま とおる）
淳の4人目の交際相手であり、初めての不倫（援助交際）相手。初登場時42歳。妻子持ち。淳との体位は砧、松葉崩しなど。息子の良男に淳と一緒のところを見られ、妻にバレそうになり、淳と別れた。
古沢 りえ（ふるさわ りえ）
淳の女子大での友人。初登場時19歳。眼鏡をかけている。男子恐怖症だったが、優良を見て治る。ナンパしてきた山田にロストバージンをする。その後、イメチェンした。

### るいの関係者
飯塚 麻美（いいづか あさみ）
るいの実の母親。初登場時40歳。久夫と離婚し、別の男性と再婚する。3年ぶりにるいと再会し、久夫を捨てて自分と暮らすよう提案するが、断られる。性行為は嫌い。

#### 姫川女子高校
真中 琴音（まなか ことね）
声 - 小野愛美 （OVA3）
美咲の妹で、女子高生。巨乳（姉と同様母譲り）。とうにセックスは経験済みだったが、その後なぜかロストバージンした。堤るいと同級生。クラスでは「恋愛の達人」と呼ばれ、男を虜にする魔性の女になるのが目標。一度真を誘惑してキスしそうになったが、こっそり後をついて来た姉に止められる。高校の卒業式の日に恵介に告白する。専門学校生であり、専門学校の講師と恋人になって、性行為をしている。
東海林 志穂（しょうじ しほ）
声 - 山田悠希 （OVA3）
るいの同級生。16歳→17歳。るいと琴音に比べると、大人しいタイプ。池谷先生と関係を持ち妊娠したと思い込むが、取り越し苦労だった。高校卒業後、大学に進学し彼氏を作る。
早乙女 由紀（さおとめ ゆき）
るいの同級生。不良娘でありながら、バージンだった。るいと恵介の関係がばれた時には、真っ先にエッチに関する質問をしていた。B81cmのBカップ。恵介に恋心を抱いており、高校の卒業式の日に恵介に結婚を申し込むが、既にるいと結婚していたことを告げられ諦める。現在スーパーの店員であり、1歳下のバイト生とロストバージンした。
池谷（いけたに）
恵介の同僚で英語教師。初登場時25歳で独身。東海林志穂とエッチしたことが学校にバレる。
草壁 雅子（くさかべ まさこ）
28歳の音楽教師。眼鏡をかけている。恵介に恋心を抱いていたが、るいと結婚していたことを知りショックを受ける。

#### 私立弁財天高校
長沼 正志（ながぬま まさし）
A組の男子生徒。るいに片想いしていたが、るいが既婚者だと知り諦める。
国分 芽衣（こくぶ めい）
るいの同級生。眼鏡をかけている。卒業までにロストバージンしたい。高校卒業後、大学へ進学する。
加藤 マチコ（かとう マチコ）
るいの同級生。エロ同人作家であり、ますらおヘブンのファン。高校卒業後、フリーターしながら漫画家を目指す。
村西（むらにし）
男子生徒。スカートめくりで、るいをよく怒らせている。
倉橋 朋（くらはし とも）
学級委員長。まじめな性格。

### みゆきの関係者
菊池 良彦（きくち よしひこ）
みゆきの父親。初登場時57歳。哲学っぽい言葉を用いて会話する。娘を結婚させようとしたが、彼女の行動で改めた。真と面識があり、彼女の結婚相手として認めている。
城滝 要（じょうたき かなめ）
みゆきのお見合い相手。31歳。学歴や年収は真以上でイケメンで優しい。みゆきの前に優良とお見合いをし、気に入ったが断られた。優良の最初のお見合い相手でもある。そのショックでみゆきとお見合いするまで一切お見合いはしなかった。みゆきとお見合いしてデートを重ねて3ヶ月が経ちみゆきにプロポーズするも、みゆきが真を忘れられなかったため、ふられてしまう。
柴月 三佳子（しばつき みかこ）
高也の姉であり、みゆきの大学時代の友人。25歳。高也の家庭教師をみゆきに頼む。彼氏と昼間から家でセックスしている。
柴月 高也（しばつき たかや）
みゆきが家庭教師をしている高校生。17歳→18歳。
童貞なのに経験済みと言うなど、つっぱっていた。みゆきのことを最初はムカつく女だと思っていたが、しだいに好きになった。みゆきの会社に行き、みゆきが既婚者である真に片想いしていることを知る。
志望校に合格したが、T大を目指すため浪人し、みゆきに家庭教師を続けてもらうことにした。高校卒業後は黒川予備校に通っている。伏見のことは「要注意人物」として警戒している。
みゆきに真への恋を忘れるように説得するものの引っぱたかれる。いきおいで山梨みるくとセックスして、童貞を卒業する。
真とみゆきに、自分がみゆきを好きであることを告白する。真からは応援されており、みゆきの真への想いを忘れさせようと決意する。

### その他
茶谷 ゆかり（ちゃたに ゆかり）
初登場時17歳。山田の家庭教師としての教え子であり、セックスフレンド。女子高生。
マイケル＝ブラウン
真の会社の交渉相手の重役。初登場時45歳。
シェリー＝ブラウン
マイケルの娘。18歳→20歳。日本語学校に通っている。真の名前を覚えていないようで、ちゃんと呼んだことがない。京都観光の際には彼氏と別れたばかりで、優良から下鴨神社の縁結びのお守りをもらった。真がみゆきとニューヨークに出張に行った時にも登場している。
吾郎（ごろう）
声 - 千葉進歩
真と優良が北海道旅行で出会ったカップルの男性。無口。性技は抜群である。
かおる
声 - 内川藍維
真と優良が北海道旅行で出会ったカップルの女性。吾郎とは中学からの仲。
良枝（よしえ）
初登場時18歳。海で真に砂風呂してもらう。青姦しているところを真と優良に目撃される。
ゆかり
初登場時18歳。海で真を逆ナンパし、オイルを塗ってもらう。真と同じ旅館でロストバージンする。
マミ
岡浜のキャバクラでの指名相手。本名は不明。梨香と同じキャバクラで働いている。
ひとみ
初登場時23歳。松崎の元セックスフレンド。松崎が杏子にプロポーズする前に、松崎とラストエッチする。
ねね
初登場時22歳。松崎の元セックスフレンド。既婚者の松崎を誘惑しようとしたが、断られる。
智恵（ちえ）
一条のピアノの教え子。初登場時23歳。キャバ嬢。苗字は不明。岡浜の知り合い。友人は南田と林。
雅人（まさと）
清美より4歳下の男。清美が21歳の時の初体験の相手だった（※当時は17歳の高校生）。
関 正道（せき まさみち）
真の会社の取引先の部長。初登場時47歳。真紀絵の不倫相手。最後は自分から真紀絵と別れたが、彼女に復讐される。
小池（こいけ）
美咲の高校時代の彼氏。美咲の初キス相手でもある。
室井 義行（むろい よしゆき）
美咲の彼氏。初登場時28歳。真の会社の取引先の社員で、イケメンから女性社員の人気は高い。
まどか
顔がるい似のヘルス嬢。恵介のファーストキスの相手でもある。本番はNGなので素股プレイをする。恵介に告白されるが、断る。
泉（いずみ）
ソープ嬢。恵介が童貞を捨てた相手。
上記の同名の会社員である花森泉とは無関係。
信也（しんや）
鈴鹿より4歳上の男。鈴鹿が19歳のころの元彼でファーストキスの相手でもある（※当時は23歳）。無口。
藤川 智之（ふじかわ ともゆき）
鈴鹿がお見合いパーティーで会った会社員。初登場時31歳。鈴鹿とデートの末エッチする。鈴鹿に真剣に結婚を申し込むが、断られる。
高橋 邦子（たかはし くにこ）
鈴鹿の母親。50歳。鈴鹿と同じ貧乳。
福島 カケル（ふくしま カケル）
優良が通うフィットネスクラブのインストラクター。26歳。イケメンぶりを発揮し、優良を口説き落とそうとするが失敗。
福嶋 梓（ふくしま あずさ）
カケルの妻。27歳。真に一目惚れし、誘惑するが、例によって相手にされず。
大橋 和樹（おおはし かずき）
奈央が大学1年のとき、彼はバイト先の社員。当時は23歳。奈央とお互いエッチの初体験する。
武田 誠一（たけだ せいいいち）
真紀絵が学生の時のクラスの女友達の父親。当時は51歳の証券マン。真紀絵の初エッチの相手でもある。
渡瀬 豪（わたらせ ごう）
鈴をナンパしてきた男。26歳。本当はすぐに鈴と別れるつもりだったが、彼女が自分に対する思いが本気であると思い込んでいるために別れることが出来ない。いつも何かと鈴に振り回されて酷い目に遭っている。その度に鈴を叩くDV男。しばらくは鈴と付き合っているが、別れる気満々。一応ホワイトデーのお返しはしている。
リリカ
ニューハーフで弥生と同じニューハーフバーに勤めている。去勢はまだしていない。岡浜を「ビーバーちゃん」と呼んでいる。
愛奈（あいな）
ニューハーフで弥生と同じニューハーフバーに勤めている。整形して女性ホルモンを打っていて、去勢している。子供のころはオカマオカマといじめられており、いじめる者をみな病院送りにした。
小平 楓（こだいら かえで）
産婦人科の看護師。22歳→23歳。バージンだが、性に関する医学的知識は豊富。木梨隆文とロストバージンする。
千鶴（ちづる）
亜理沙と同じ女子高出身で、元陸上部の先輩。亜理沙の初体験の相手であり、1年で別れる。
福島 遼（ふくしま りょう）
室井と同じ会社で、ITエンジニアをやっている。真の会社との合コンに出席していた。
サリナ
おっぱいパブに勤めている女性。ショータイムに真に何もされなかったことに不機嫌になっていた。
宮崎 京花（みやざき きょうか）
真の勤める会社に来た派遣社員。20歳。風花とは双子の姉妹。エッチの経験は豊富。怒り上戸。派遣期間終了日に教育係の稲垣と風花と共に3Pする。その後稲垣と再会し、再び彼とセックスする。
宮崎 風花（みやざき ふうか）
真の勤める会社に来た派遣社員。20歳。京花とは双子の姉妹。泣き上戸。派遣期間終了日に教育係の稲垣と京花と共に3Pする。その後稲垣と再会し、再び彼とセックスする。
島崎（しまざき）
洗体エステに勤めている女性。真の全身を洗う。
広瀬 すみれ（ひろせ すみれ）
高也と同じ高校の女子生徒。高也の見栄を張った嘘に呆れている。実は密かに高也を想っており、卒業を期に高也に処女を捧げようとしたが、女慣れのポーズを崩さない高也に興ざめし、途中で終わらせる。正直にならないと相手も心を開いてくれないと諭し、高也のファーストキスを奪って別れた。
津村（つむら）
花澤るいなの女性マネージャー。眼鏡をかけている。
ゆあ
耳かき専門店に勤めている女性。21歳。エステの勉強をしていてエステティシャンを目指している。正座にはあまり慣れていない。
れん
ゆあと同じ耳かき専門店に勤めている女性。香取によく指名されており、香取を癒している。
岸 昌樹（きし まさき）
本名は岸昌子（きし まさこ）。22歳。弥生の友達で、おなべ。彼女にとってニューハーフはノンヘテロセクシャル（非異性愛）の仲間として友達になれるとのこと。真のことはいい人と評している。
真に自分のことをカミングアウトした。優良に片思いしている。
石島（いしじま）
山田と同じ銀行に勤めていて、窓口の女性。飲み会で山田と会話する。
みよ
三井龍馬が大学時代に好きだった女性。三井に告白されたものの、風俗のバイトをしていたため、三井に幻滅された。
ゆりえ
19歳で大学に通っている。ピンサロでバイトしている。
エレン
スーパーコンパニオン。巨乳で冷え症。
おでん
スーパーコンパニオン。社長から、インパクトのあるほうがお客様に覚えてもらいやすいという理由で、変な名前を付けられた。
倉野 さとる（くらの さとる）
女性用アダルトDVDに登場する今一番人気のエロメン。
菲菲（フェイフェイ）
マカオの合法風俗、桑拿（サウナ）の風俗嬢。外見は弥生に似ている。
山梨 みるく（やまなし みるく）
高也と同じ黒川予備校に通う浪人生。18歳。小学生のころに高也とクラスメイトだったこともある。みゆきに関する相談を持ちかけられたことから高也に興味を持ち、交際を始める。しかしセックス以外に男性の心を引き留める方法を知らず、求められるままに体を許してしまう。
結局、高也の心が自分に向いてないことを知り、泣きながら別離を申し出る。その後、別の男性と交際を始めた。
レイミ
泉の働く風俗店の風俗嬢。23歳。彼氏がいるが、ヘルスやっていることは内緒にしている。
リリコ
泉の働く風俗店の風俗嬢。26歳。同棲している彼がいる。彼の面倒をみていて、ほとんどヒモ状態。
上戸 理亜（うえと りあ）
AV女優。煉獄鬼畜シリーズが有名。2年前に引退したが、また復活した。彼氏募集中。
東山 さな（ひがしやま さな）
AV女優。乱交ものによく出ている。半年で40本ほど出演した。彼氏はおらず、出会いを求めてAV女優キャバクラで働いており、ヒロキに告白したが振られた。
木梨 隆文（きなし たかふみ）
スーパー店員で、26歳。小平楓と何度かデートし、両想いであることがわかり、セックスする。
芝山 一華（しばやま いちか）
「ゆらさん日記」からの登場人物。南和彦の幼なじみ。
初登場時11歳。和彦の住むマンションに押し掛けて告白するものの、振られてしまった。本誌登場時16歳。和彦と同じ学校に通う高校一年生。和彦の人妻好きな妄想や言動に対して罵っているが、振られてもなお和彦に好意を抱き続けている。

## 書誌情報

### その他（書誌情報）
- 『ふたりエッチ STEP UP SEX MANUAL』1999年4月28日第1刷発行、ISBN 4-592-73160-3
- 『ふたりエッチ画集 ゆらゆら』2001年5月30日発行、ISBN 4-592-73182-4
- 『ふたりエッチ for Ladies ゆらさん日記 1』2003年12月24日第1刷発行（2003年12月19日発売[107]）、ISBN 4-592-13331-5
- 『ふたりエッチ for Ladies ゆらさん日記 2』2005年2月2日第1刷発行（2005年1月28日発売[108]）、ISBN 4-592-13332-3
- 『ふたりエッチ キャラクター攻略ガイド STEP UP SEX MANUAL 2』2006年2月1日発売[109]、ISBN 4-592-73232-4
- 『ふたりエッチ連載20周年記念72巻&73巻 スペシャルブック付き限定版』2017年11月29日発売[110]、ISBN 978-4-592-10588-6
- 『ふたりエッチ外伝 性の伝道師アキラ』2017年12月26日発売[111]、ISBN 978-4-592-14345-1

## ラジオ番組
文化放送で、1999年1月5日から3月30日までトークとラジオドラマで構成される番組「岩田光央と草地章江のふたりエッチ」が放送された（毎週火曜日25時30分 - 26時）。
ドラマCD「ふたりエッチ THE CD SHOW」（全2巻）はバンダイミュージックより発売。

### ラジオドラマ製作スタッフ
- 脚本 - 石塚智子
- 演出 - 早瀬博雪
- 効果 - 鷲尾健太郎

| 文化放送 火曜25:30枠                                     | 文化放送 火曜25:30枠                                   | 文化放送 火曜25:30枠                                         |
| 前番組                                                   | 番組名                                                 | 次番組                                                       |
| -------------------------------------------------------- | ------------------------------------------------------ | ------------------------------------------------------------ |
| ダダーン！三重野瞳の瞳にダイヤモンド 1998年10月6日〜12月 | 岩田光央と草地章江のふたりエッチ 1999年1月5日〜3月30日 | 眞一郎と綾子のミッドナイトキーパーズ 1999年4月6日〜2000年3月 |

## テレビドラマ
2000年、WOWOWで放映。全3話。監督は山川元。
- 稲田千花
- 山中聡
- 南あみ
- 上野由香里
- 小林麻子

実写ビデオタイトル
- ふたりエッチ STEP1「オトコの気持ち♂勇者になりたい」（2000年）
- ふたりエッチ STEP2「オンナの気持ち♀感じてみたい」（2000年）
- ふたりエッチ STEP3「二人の気持ち いざハネムーン!」（2000年）

## OVA
2002年よりアニメ化されている。第1期は創映新社（販売・ジェネオンエンタテインメント）、第2期はハピネット・ピクチャーズより発売。第3期はAMGエンタテインメントより2014年10月10日にDVD全3巻が同時発売。なお単巻の他、全3巻をセットにしたスタンダードBOX、さらに第1期・第2期全話も収録したプレミアムBOXも発売される。映像ソフトでは年齢制限は設けられていないが、カンテレドーガやDMM TVなどの一部ネット配信では独自の自主規制により15禁となっている。川上とも子版で製作コンビを組んでいた野田康行と森山雄治は、後にうたわれるものOVA版の製作に関わっている。

### スタッフ
|                                          | 第1期              | 第2期              | 第3期                  |
| ---------------------------------------- | ------------------ | ------------------ | ---------------------- |
| 原作                                     | 克・亜樹           | 克・亜樹           | 克・亜樹               |
| 総監督                                   | -                  | もりやまゆうじ     | -                      |
| 監督                                     | もりやまゆうじ     | 石踊宏             | アミノテツロ           |
| 脚本                                     | 小中千昭           | 小中千昭           | 山野辺一記             |
| キャラクターデザイン 総作画監督（第3期） | 野田康行           | 野田康行           | 野田康行               |
| キャラクターデザイン 総作画監督（第3期） | -                  | -                  | 舛舘俊秀               |
| 美術監督                                 | 南郷洋一           | 南郷洋一           | 松浦隆弘               |
| 色彩設計                                 | 鍋島佳寿子         | 鍋島佳寿子         | 梅田裕樹               |
| 撮影監督                                 | 山越康司           | 山越康司           | 北村直樹               |
| 編集                                     | 小島俊彦           | 小島俊彦           | 吉江将人               |
| 音楽                                     | Y-Project          | Y-Project          | The Zig Zags           |
| 音響監督                                 | 渡辺淳             | 渡辺淳             | 渋江博之               |
| プロデューサー                           | 山崎成人           | 山崎成人           | 山崎成人               |
| ナレーション                             | -                  | -                  | ブリドカットセーラ恵美 |
| アニメーション制作                       | カオスプロジェクト | カオスプロジェクト | プロダクション リード  |
| 企画製作                                 | 創映新社           | 創映新社           | AMGエンタテインメント  |

### 主題歌
「sync」
新谷さなえによる第1・2期エンディングテーマ。作詞・作曲は藤後浩之、編曲は古池孝浩。
「花ひらり」
The Zig Zagsによる第3期エンディングテーマ。作詞・作曲は加藤則子。

### 各話リスト
| 話数                | サブタイトル                             | 絵コンテ       | 演出             | 作画監督 | 発売日          |       |
| 第1期               | 第1期                                    | 第1期          | 第1期            | 第1期    | 第1期           | 第1期 |
| ------------------- | ---------------------------------------- | -------------- | ---------------- | -------- | --------------- | ----- |
| LESSON.1            | ひとりエッチ ふたりエッチ                | もりやまゆうじ | ずいぎょうえいご | 野田康行 | 2002年 7月26日  |       |
| LESSON.2            | キス・キス・キス                         | もりやまゆうじ | 村山靖           | 野田康行 | 9月27日         |       |
| 2nd SEASON（第2期） |                                          |                |                  |          |                 |       |
| EPISODE.1           | ホワイト・ラヴァーズ                     | もりやまゆうじ | 石踊宏           | 野田康行 | 2003年 11月27日 |       |
| EPISODE.2           | 優良・イン・コスチューム                 | もりやまゆうじ | 石踊宏           | 野田康行 | 2004年 1月22日  |       |
| 第3期               |                                          |                |                  |          |                 |       |
| Ep.1                | ふたりのファーストクリスマス             | アミノテツロ   | -                | 舛舘俊秀 | 2014年 10月10日 |       |
| Ep.2                | とある女子学生のセカンドインプレッション | アミノテツロ   | -                | 舛舘俊秀 | 2014年 10月10日 |       |
| Ep.3                | 突然オフィスでサードラブ                 | アミノテツロ   | -                | 舛舘俊秀 | 2014年 10月10日 |       |

## 実写映画

### 2011年の映画
第1作『映画版 ふたりエッチ』は銀座シネパトスにて、2011年6月18日より1週間限定公開。第2作『映画版 ふたりエッチ セカンド♥キッス』は2011年12月17日より2週間レイトショー公開。レイティングPG-12。第3作 『映画版 ふたりエッチ トリプル・ラブ』と第4作『映画版 ふたりエッチ ラブ・フォーエバー』は93分の特別編集版として2012年5月12日より池袋シネマロサにて1週間限定レイトショー公開。

#### キャスト（2011年の映画）
- 小野田 優良 - 森下悠里
- 小野田 真 - 三浦力(第1作のみ)
- 河田 梨香 - 横山美雪
- 永塚 裕介 （特別役） - 二宮敦
- 杉山 真紀絵 - 中村愛美
- 岡浜 学 - 仲松秀規
- 松崎 光一郎 - 恵美秀彦
- 稲垣 与作 - 越智貴広
- 長尾 舞 - くぼたみか

第2作
- 小野田 真 - 岡田光(第3作、第4作も同じ)
- 小野田 淳 - 明日花キララ
- 井上 洋助 - 福島彰吾
- 大宮 杏子 - 谷桃子（友情出演）

第3作
- 小野田 早苗 - 川村りか
- 小野田 明 - 土屋裕一
- 小野田 守 - ベンガル
- 小野田 明子 - 佐々木基子
- 寺脇 詩織 - 木口亜矢

第4作
- 由比 - 秋山莉奈

#### スタッフ（2011年の映画）
- 監督 - 横山一洋
- 脚本 - 実村樹里（第1作・第2作）、横山一洋（第3作・第4作）
- 原作 - 克・亜樹 白泉社「ヤングアニマル」「ヤングアニマル嵐」連載
- 製作総指揮 - 吉田尚剛（第2作-）
- 企画プロデューサー - 飯塚逹介、北川光秀、近藤貴明
- 製作 - 吉田尚剛（第1作）、藤岡修、永森裕二（第2作）
- 共同プロデューサー - 永森裕二（第1作）、木村有一、金井隆治
- 企画プロデューサー - 飯塚達介、北川光秀、近藤貴明
- プロデューサー - 栗村実、小高勲
- 原作協力 - 髙田英之（白泉社）、友田亮（白泉社）、亀嶋淳司（白泉社）
- 撮影 - 鍋島淳裕
- 美術 - 最上勝司
- 音楽 - 野島健太郎
- 録音 - 飴田秀彦
- 照明 - 三重野聖一郎
- 衣装 - 野村明子、三上由希子
- メイク - 増田加奈
- 助監督 - 木村修
- スチール - 三宅英文
- 製作 - 「映画版 ふたりエッチ」製作委員会（第1作）、「映画版 ふたりエッチ セカンド・キッス」製作委員会（第2作）

（AMGエンタテインメント、ハピネット）
- 制作プロダクション - ナインマイルズ
- 配給 - AMGエンタテインメント

### 2019年の映画
2019年、再度実写映画化され『映画版 ふたりエッチ 〜ラブ・アゲイン〜』が4月12日、『映画版 ふたりエッチ 〜ダブル・ラブ〜』が5月10日に二作連続で公開された。

#### キャスト（2019年の映画）
- 小野田 優良 - 青山ひかる[114]
- 小野田 真 - 佐々木道成
- 吉田早紀
- 大島正華
- 相良朱音

#### スタッフ（2019年の映画）
- 原作 - 克・亜樹
- 監督・脚本 - 近藤俊明
- 製作 - 永森裕二
- プロデューサー - 飯塚逹介
- 撮影 - 早坂伸
- 音楽 - 元倉宏史
- 編集 - 天野裕充
- 制作プロダクション - ラインバック
- 製作・配給 - AMGエンタテインメント

## 配信ドラマ
実写ドラマがUstreamより「東京思春期」シリーズの枠において、『ドラマ版ふたりエッチ』の題名で2011年夏に配信された（各話20分、全12話）。原作と同じく過激な性描写がある。DVD及びBlu-ray化が行われた（メーカーはVAP）。映像ソフトでは年齢制限は設けられていないが、gyaoなどのネット配信では独自の自主規制により15禁となっている。

### キャスト（配信ドラマ）
- 小野田 優良 - 七海なな
- 小野田 真 - 福島慎之助
- 小野田 明 - 加瀬尊朗
- 小野田 早苗 - 範田紗々
- 川田 梨香 - 友田彩也香
- 山田 拓 - YUKIO
- 小野田 淳 - 鎌田奈津美
- 井上 洋助 - 栩原楽人
- 菊池 みゆき - 瀬戸早妃
- 杉山 真紀絵 - 周防ゆきこ
- 香取部長 - 諏訪太郎

### スタッフ（配信ドラマ）
- 監督 - 高橋巖、廣田幹夫、清水厚
- 脚本 - 岡野ゆうき
- 音楽 - ONE + ONE PRODUCTION
- プロデューサー - 穂山賢一、太田裕輝
- 制作 - バップ
- 製作協力 - スピリッツ・プロジェクト

## ソーシャルゲーム
ソーシャルゲーム『ふたりエッチ18＋』がDMM.R18より2013年9月25日に配信開始された。優良との結婚から始まる設定となっていて、主人公の妄想力によって出現した多彩な女の子たちのカードを使い、クエストをこなして、各章のクライマックスで優良とバトルをする。バトルに勝利すると今までより過激でアダルトな内容を楽しめる18禁という内容。イラストは克・亜樹ではない。2014年3月31日にサービス終了。